# Mac OS X v10.0
Mac OS X 10.0 "Cheetah", foi a primeira versão do sistema operacional Mac OS X, para desktop e servidor da Apple Inc.. Mac OS X v10.0 foi lançado no dia 24 de março de 2001 por um preço de US$ 129.95. Substituiu a versão beta Público (internamente denominada "Kodiak") do Mac OS e veio antes do Mac OS X v10.1.
Mac OS X v10.0 foi uma mudança radical do Sistema Operacional anterior, considerado "clássico", da Macintosh e foi a resposta da Apple Inc. à tão esperada próxima geração de sistemas operacionais da Macintosh. Apresentou um novo conceito de código criado completamente diferente do modelo do Mac OS 9, como também todos os Sistemas Operacionais anteriores da Apple Inc.. Mac OS X introduziu o novo núcleo Darwin Unix-like e um sistema totalmente novo de administração de memória. Provou ser um começo duradouro para o Mac OS X. Embora tenha sido elogiado pelo bom começo, foi um sistema operacional imaturo, em termos de perfeição e estabilidade.

## Requisito do Sistema

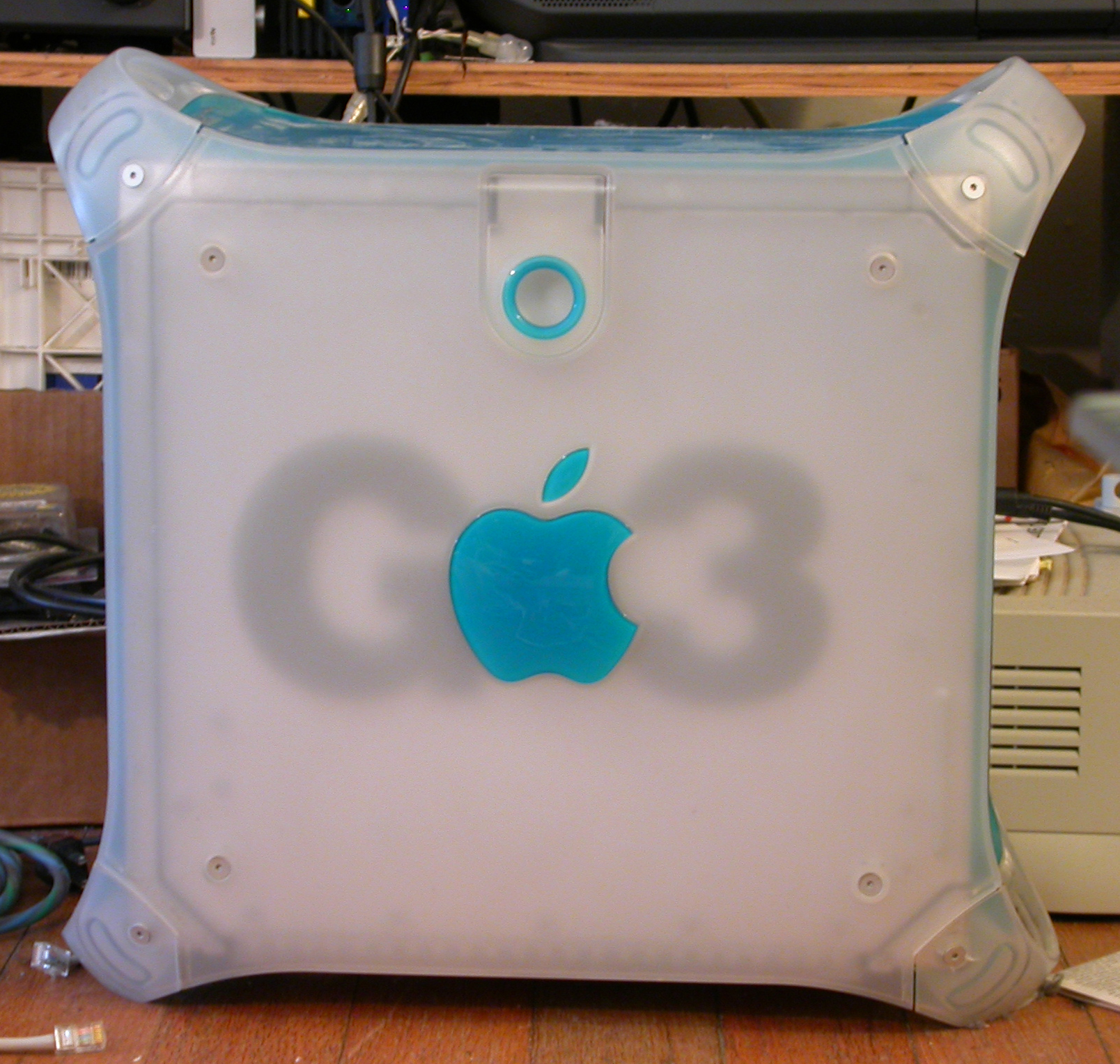
Power Macintosh G3 B&W side

Os requisitos básicos para instalar o Mac OS X v10.0 não foram bem recebidos pela comunidade Macintosh, como na ocasião a quantia de memória RAM padrão dos computadores de Macintosh era 64 megabytes de RAM, o Mac OS X v10.0 precisava de 128 megabytes de RAM. Cartões de atualização, o que era bem comum para os computadores Power Mac G3, também não funcionavam muito bem (e nunca oficialmente funcionou, mas a solução foi contornada por aplicativos de outras empresas).
- Computadores Compatíveis: Power Macintosh G3, G3 B&W, G4, G4 Cube, iMac, PowerBook G3, PowerBook G4, iBook
- RAM necessária: 
  - mínimo de 64 MB
  - Recomendada 128 MB
- Espaço de disco rígido: 1.5 gigabytes 
  - Mínimo 800 MB

## Versões
| Mac OS X version | Criado | Data de Lançamento | Informações                                                     |
| ---------------- | ------ | ------------------ | --------------------------------------------------------------- |
| 10.0             | 4K78   | 24 de Março, 2001  | Lançamento                                                      |
| 10.0.1           | 4L13   | 14 de Abril, 2001  |                                                                 |
| 10.0.2           | 4P12   | 1 de Maio, 2001    |                                                                 |
| 10.0.3           | 4P13   | 9 de Maio, 2001    | Apple: 10.0.3 Atualizações e o que deve fazer antes de instalar |
| 10.0.4           | 4Q12   | 21 de Junho, 2001  | Apple: 10.0.4 Atualizações e o que deve fazer antes de instalar |